# Nemoura nigrodentata
Nemoura nigrodentata is een steenvlieg uit de familie beeksteenvliegen (Nemouridae). De wetenschappelijke naam van de soort is voor het eerst geldig gepubliceerd in 1980 door Zhiltzova.